# Joop Willems
Johannes (Joop) Wilhelmus Maria Willems (Nijmegen, 10 december 1915 - Amsterdam, 10 oktober 1989) was een Nederlandse schilder, kunst-docent, aquarellist en etser, die landschappen, stillevens, portretten en bovendien stadsgezichten van Amsterdam maakte. 

## Jeugd en start
Joop Willems werd te Nijmegen geboren in een groot, katholiek gezin; zijn vader was gasfitter. Hij leerde het vak van huis- en decoratieschilder. Er ontstond bij hem artistieke interesse, mede doordat enkele van zijn collega's in het decoratievak de pauzes buiten doorbrachten met schilderen, waar Joop aan meedeed. Buiten-schilderen sprak hem erg aan en al gauw volgde hij cursussen in schilderen en tekenen, naast zijn betaalde werk. In 1937 besloot hij zijn baan op te zeggen en naar Amsterdam te gaan waar hij eerst werd aangenomen op de avondopleiding van de Rijksakademie van beeldende kunsten; hij sloot deze af in 1942. In 1940 werd hij al lid van de Amsterdamse kunstenaarsvereniging 'De Onafhankelijken' en deelde met andere collega's verschillende ateliers in de stad.

## Leven en werk
In de oorlogsjaren was Joop Willems gedwongen om Amsterdam te verlaten en onder te duiken bij een boer in Sint-Oedenrode, Brabant. Bijna een jaar verbleef hij daar tot aan de bevrijding - al tekenend en schilderend. Door zijn ervaringen tijdens de oorlogsjaren werd zijn religieus gevoel versterkt. Terug in Amsterdam sloot hij zich aan bij een groepje katholieke kunstenaars die zichzelf de 'Wildeman' noemden. Ze organiseerden tentoonstellingen. In een recensie in De Tijd (10-08-1949) stond geschreven over Willems: '..er is niets gekunsteld aan dit werk, wel is het weifelend, maar deze aarzeling tekent de schroom van iemand, die nog in het mysterie gelooft' . Enkele titels van zijn tentoongestelde werken waren dan ook Het laatste Avondmaal en Madonna met Kind. In de volgende tien jaar zou de religieuze kunst voor hem zijn functie verliezen en dus wegvallen. In 1949 trouwde hij met  Anneke (Antje) Spekman; een jaar later verhuisden ze naar Wittenburg, naar een voormalig Schoolgebouw waarin een aantal kunstenaars woonden en werkten, voornamelijk beeldhouwers. Ze kregen daar twee zoons. Diezelfde tijd richtte Willems met de kunstenaars Leo Hofman en Jan Tebben het glazenierscollectief 'Werk en Inspiratie' op; ze hadden in dezelfde school op het Wittenburg een atelier waar ze een eigen glasoventje hadden en alle werkzaamheden zelf met elkaar uitvoerden. Ze maakten onder andere drie ramen voor de Eilandenparochie van St Anna (1954): Hofman het middenraam dat de Heilige familie voorstelt; de andere twee de zijramen. Later zou Willems nog glasopdrachten uitvoeren voor het St. Jan ziekenhuis te Zaandam, (1957) en voor het Sint Ignatius college (1965/66) en de IVO-school (1966/67) te Amsterdam.
Van 1952 tot 1978 was Willems verbonden aan de IVO-school (later IVKO) als docent handvaardigheid en tekenen. Hij gaf er drie dagen per week les, zodat hij ook tijd vrij hield voor zijn eigen werk. Het lesgeven zag hij als een voortzetting en een aanvulling van zijn eigen werk, en de samenwerking met de leerlingen en de collega's ervoer hij als een stimulans. In de zomer trok hij vaak naar Antwerpen waar hij met name dichtgetimmerde huizen, afbraakbuurten en bedreigde stadswijken schilderde, maar ook aan de kades van de Schelde. Later maakte hij langere schilderstochten naar de Franse kust met zijn collega's Jan Nolte en Ies Jacobs. Ook in en rondom zijn eigen woonbuurt maakte hij veel schetsen en schilderijen die deels nog in het Amsterdams Archief aanwezig zijn.  In de jaren tussen 1970 en 1977 zou zijn eigen woonbuurt Wittenburg gesloopt worden voor nieuwbouw; jarenlang lage grote delen van het middelste Oostelijke eiland kaalgeslagen en leeg. In deze jaren maakte hij reeksen schetsen - en later etsen - van de sloopwerkzaamheden; hij wilde vastleggen wat verloren zou gaan. In de jaren van het nog oude Wittenburg reed hij dagelijks door de nauwe straten op zijn Solex van de stad naar huis. Wittenburgers riepen hem dan regelmatig uit het raam toe 'Poppesnor', en soms kreeg hij nog wat naar zijn hoofd gegooid, vanwege zijn opvallende uiterlijk.
Hij exposeerde vaak samen met zijn vrienden, zoals de schilder Ies Jacobs, de beeldhouwer Pieter d'Hont en ook Arie Teeuwisse die bij hem in de school op Wittenburg woonde en werkte. Sowieso was exposeren belangrijk voor hem; hij deed dit bijna jaarlijks bij de kunstenaarsvereniging 'De Onafhankelijken', waarvan hij 15 jaar lang voorzitter is geweest. In 1964 werd hij ook lid van Arti et Amicitiae, en in 1976 van de AKG De Ploegh uit Amersfoort.
Als graficus had Willems ook een naam als vakbekwaam etser; zo heeft hij jarenlang voor het toen nieuwe Scheepvaartmuseum in Amsterdam veel kwetsbare, oude etsplaten afgedrukt uit de 17e en 18e eeuw.
Willems hield er erg veel van om buiten in de vrije natuur te schilderen; zo maakte hij nog in 1984 een late aquarel van duwboten op de Waal bij Ooij. Nog vaker was hij aan het schetsen in zijn kleine schetsboekjes, zoals in bijvoorbeeld de cafés rond de veemarkt van Purmerend, of in de buurten in Amsterdam. Het schetsen zat hem in het bloed. Zo schreef zijn vriend en collega Theo Vesseur:
 'Nooit heb ik met Joop gegeten of gedronken zonder dat hij tekende, in kleine schetsboekjes. Waar kocht je die beter dan in Antwerpen in de Grand Bazar? Een reden om steeds weer naar die stad te gaan. Op tafelkleden, servetten, nota's, bierviltjes, en in mijn agenda's. Zo maakte ik al heel gauw kennis met de koloriete kracht van een vleugje bier, kognac en spuug via een vinger als penseel..' 
Ook binnenshuis was Willems in zijn hoge atelier (een voormalig oud klaslokaal) voortdurend aan het werk. Hij was daar veel bezig met het maken en afdrukken van zijn vele etsen, maar ook met het schilderen van stillevens en van portretten, zoals van zijn vrouw Anneke en enkele zelfportretten.

## Tentoonstellingen (selectie)
1943-1983 - diverse tentoonstellingen van kunstenaarsvereniging 'De Onafhankelijken', in het Stedelijk Museum en Museum Fodor, Amsterdam
1948 - Amsterdamse schilders van nu, in Stedelijk Museum, Amsterdam
1952-1961 - diverse tentoonstellingen van de beroepsvereniging 'Amsterdamse Katholieke Werkgemeenschap' (A.K.W.), in Museum Fodor, Amsterdam
1957 - Contour onzer Beeldende Kunst, Stedelijk Museum Prinsenhof Delft
1981 - Mens en Idee, in De Zonnehof, centrum voor moderne kunst en architectuur, Amersfoort
1988 - Een leven voor de kunst, Maatschappij Arti et Amicitiae, Amsterdam
1991 - De Eilanden in een lijst, Oosterkerk, Amsterdam